# Glanni

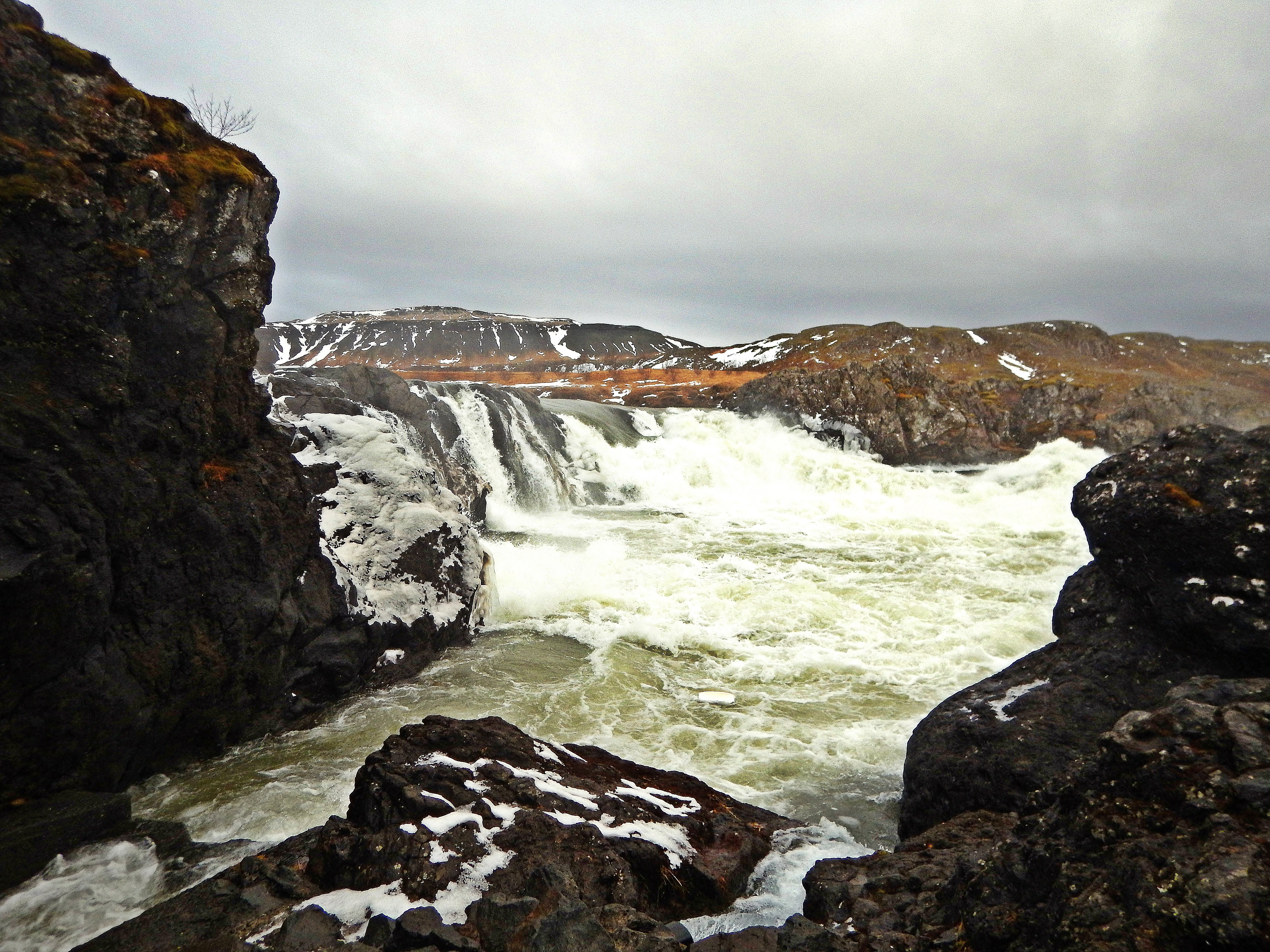
Cascada Glanni localizată pe râul Norðurá

Glanni este o cascadă situată pe râul Norðurá, în vestul Islandei.
Pe malul acestui râu sunt prezente formațiuni spectaculoase ale scurgerilor de lavă, având o vechime de aproximativ 3600 de ani. Întrucât râul constituie un habitat propice dezvoltării speciilor de somon și păstrăv, este considerat și unul dintre cele mai bune râuri cu somon din țară. Pe lângă priveliștea oferită de cascadă, în apropiere se mai află și Paradísarlaut, o frumoasă oază formată în lavă pe malul râului Norðurá.
Nu foarte departe de cascada Glanni există și un teren de golf care îi poartă numele și care se bucură de un peisaj deosebit al împrejurimilor.
Potrivit legendelor locului, se presupune că zona ar fi locuită de către elfi și troli.